# Picacho del Centinela
El picacho del Centinela (en inglés: Sentinel Peak), también conocido como la montaña A, es un acantilado prominente de la sierra de Tucson de 884 m s. n. m., al oeste de Tucson (Arizona), más allá del río Santa Cruz.
Los residentes de la villa cercana de Cuk Son fueron visitados por el padre Eusebio Francisco Kino, que estableció una misión o visita cerca de la misión de San Xavier del Bac en el año 1690. Cuando se fundó el Presidio Real de San Agustín del Tucson en el año 1775, un centinela permanecía en la cima, apostado para el avistamiento de guerreros apaches.
En 1914, tras ganar el equipo de fútbol americano de la Universidad de Arizona al equipo de Pomona College en California, un estudiante que formaba parte del equipo convenció a uno de los profesores para realizar como trabajo de ingeniería la construcción en la montaña de una A gigante que se pudiera ver desde la ciudad.

## Geología
El Picacho del Centinela está constituido por rocas volcánicas que representan diferentes tipos de actividad volcánica, aunque el pico en sí mismo no es un volcán. Estas capas alguna vez se extendían al oeste hacia la sierra de Tucson, y al este hacia la cuenca de Tucson, donde se ubica actualmente la ciudad del mismo nombre.